# GNOME Games
GNOME Games（グノーム・ゲームズ）は、おおよそ15のパズルゲームとビデオゲームのコレクションで、自由でオープンソースのGNOMEデスクトップ環境の標準の,Linuxゲーム一部である。これらのゲームのルックアンドフィールはGNOMEデスクトップのものだが、GNOMEなしでも楽しむことができる。

## 歴史
2017年の暮れ時点で、GNOME Games Collectionは、より現代的なバージョンへの改訂の過程にある。

## ゲームのリスト
GNOME Games Collectionは、現在以下のゲームを含む。
- 2048 - 同名の人気のあるゲームのクローンでValaで書かれている[5]。
- AisleRiot - 88のソリティアカードゲームのスイート[6]。
- Chess - チェスエンジンと組み合わせて使われる、Valaで書かれたグラフィカルなフロントエンド。
- Four-in-a-row - Connect Fourのクローン。
- Hitori - Hitoriの実装。
- Iagno - リバーシのクローン。
- Klotski - 落下するブロックのパズルゲーム。
- Lightsoff - 難問クイズ。
- Quadrapassel - テトリスのクローン。
- Mahjongg - 単独プレーヤーのための伝統的な中国のゲームの実装。
- Mines - マインスイーパコンピュータゲームの実装。
- Nibles - Nibblesのリメイク。
- Robots - ターンに基づいたロボットゲームのクローン。
- Sudoku - Sudokuの実装。
- Taquin - 15パズルゲーム。
- Tetravex - edge-matcingのパズルゲームの実装。
- Swell Foop - さめがめのクローン。
- Tali - Yahtzee/Kismetに似たサイコロゲームの実装。

以下のゲームはかつて含まれていたが、現在は除かれている。
- Blackjack - ブラックジャックゲームのコンピュータ版の実装。2009年10月に除かれた。
- gbrainy - Monoを使ってC#で書かれた、頭脳クイズソフトウェア。
- GNOME Mastermind - Mastermindのソフトウェア代替物。
- GNOME Pipes - Pipe Maniaのクローン。
- GNOME Untangle - Planarityの実装。

## ギャラリー

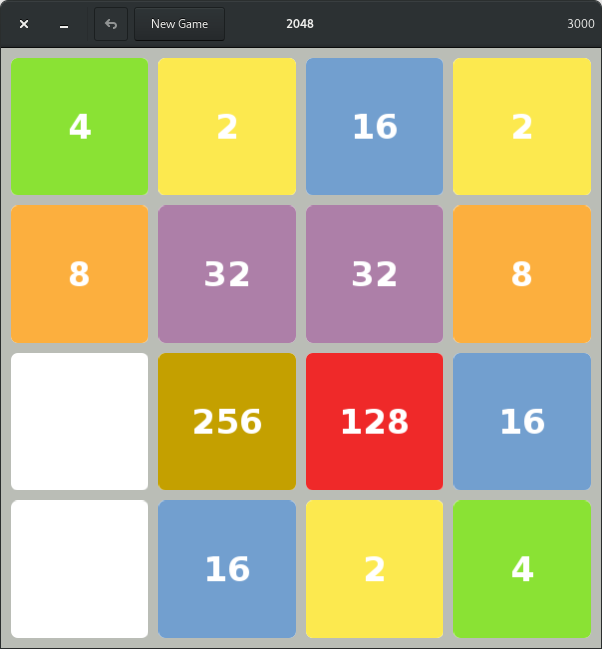
2048
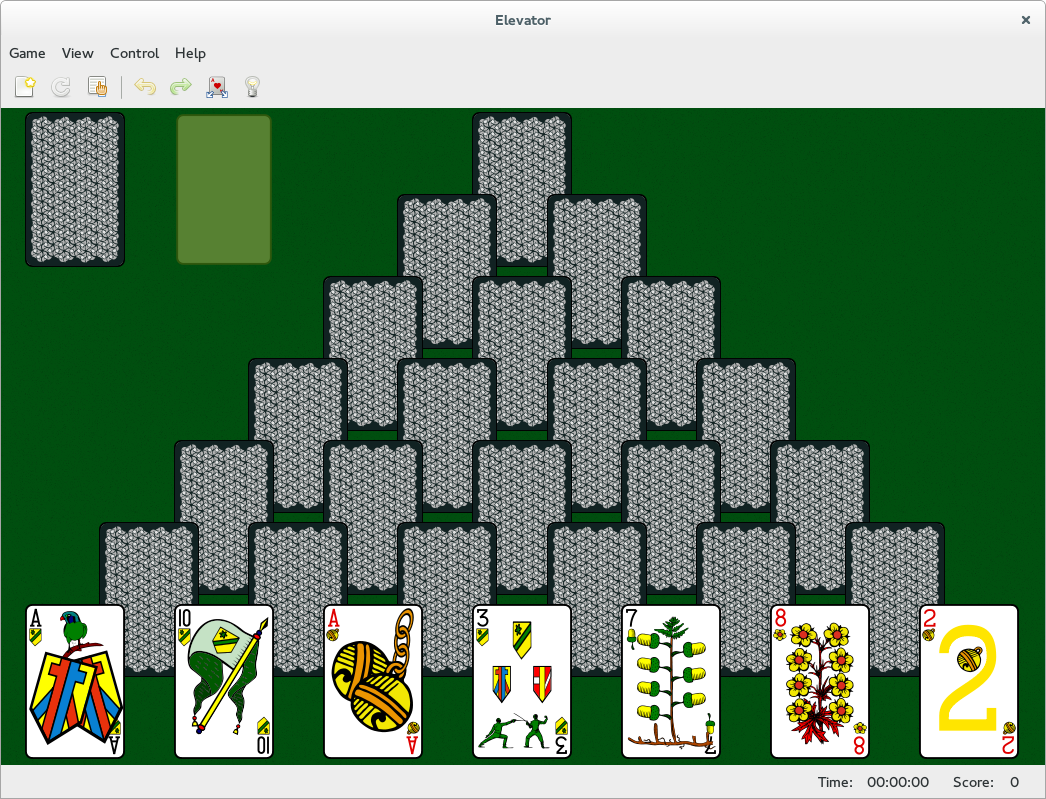
AisleRiot
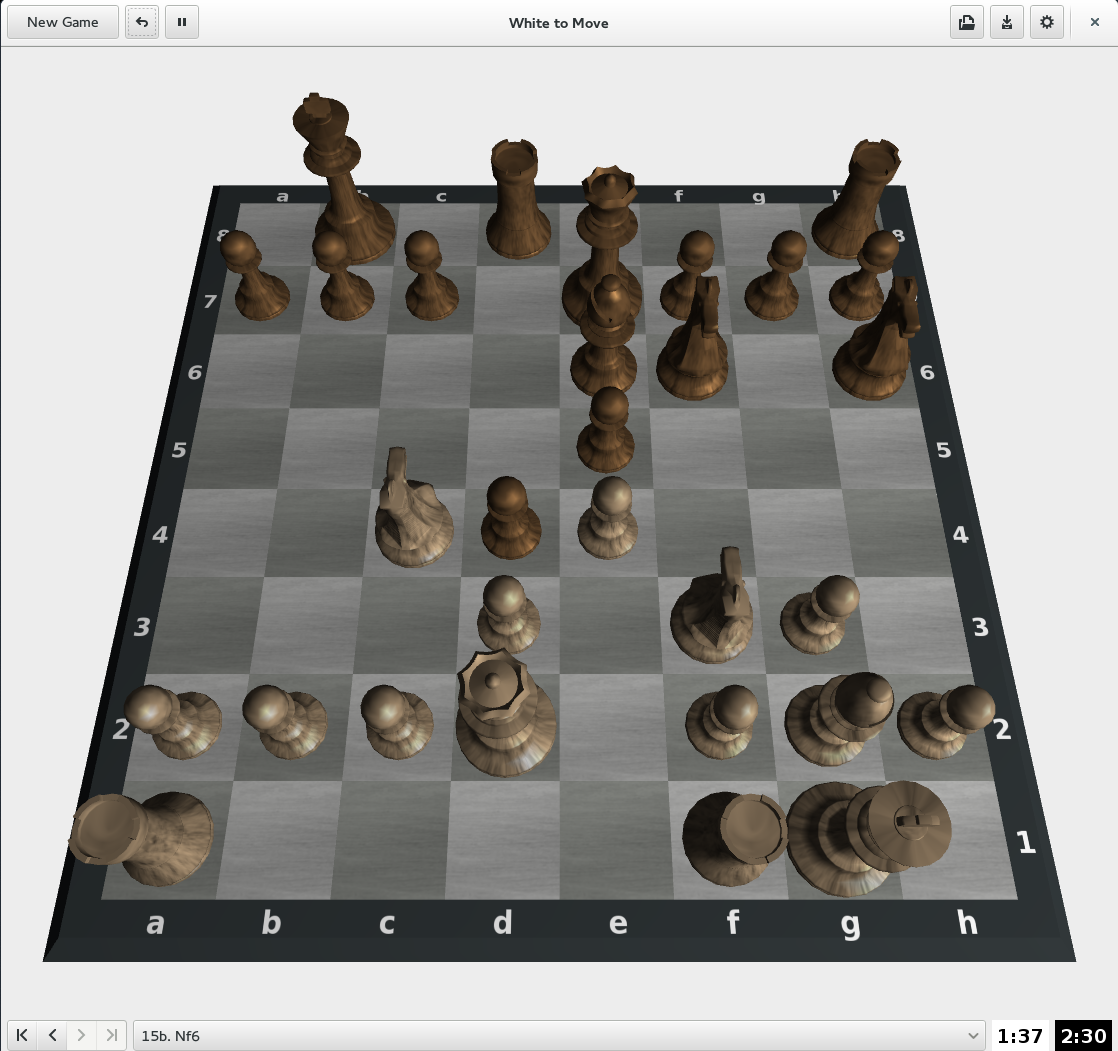
Chess in 3D view
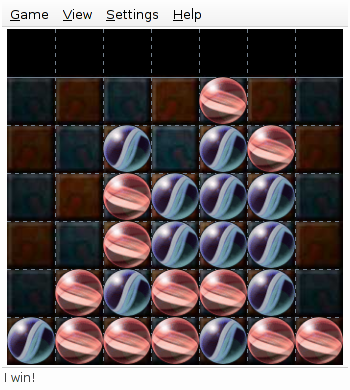
Four in a row
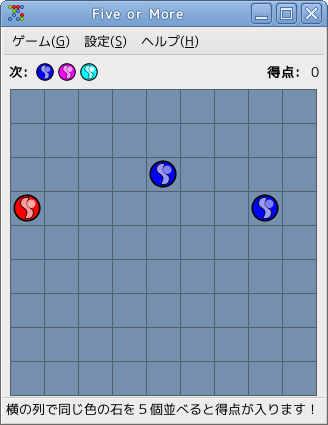
Five or more
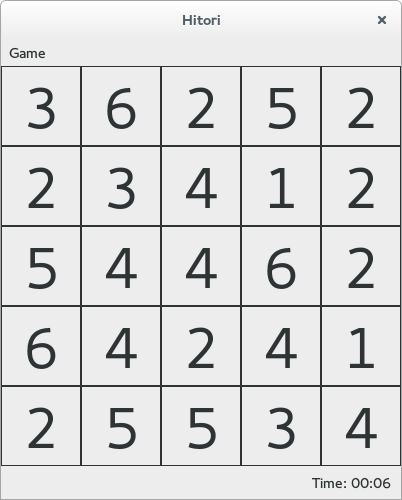
Hitori
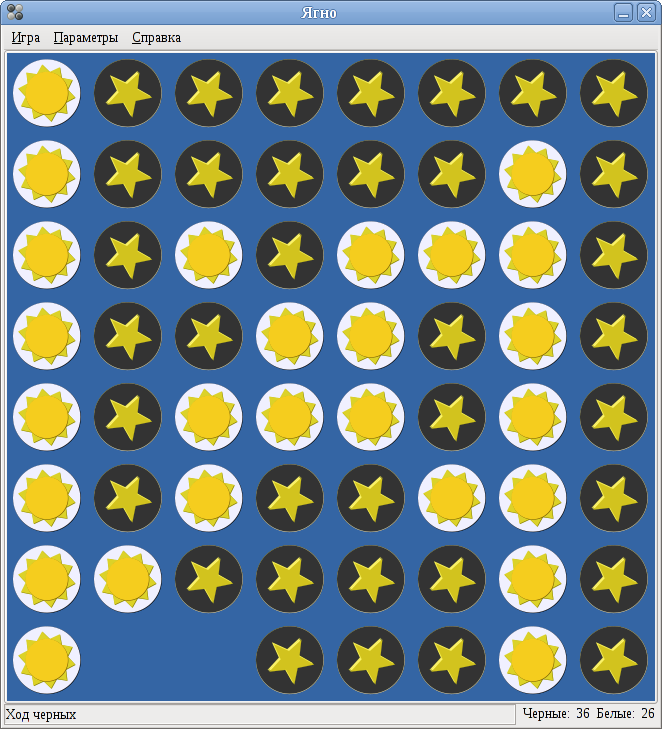
Iagno
Klotski
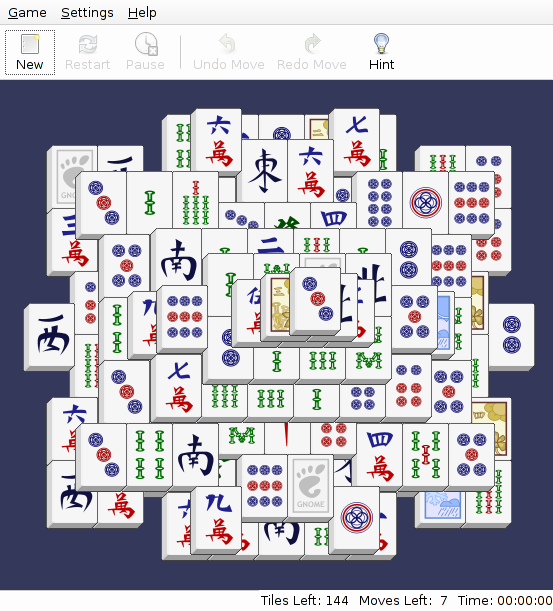
Mahjongg
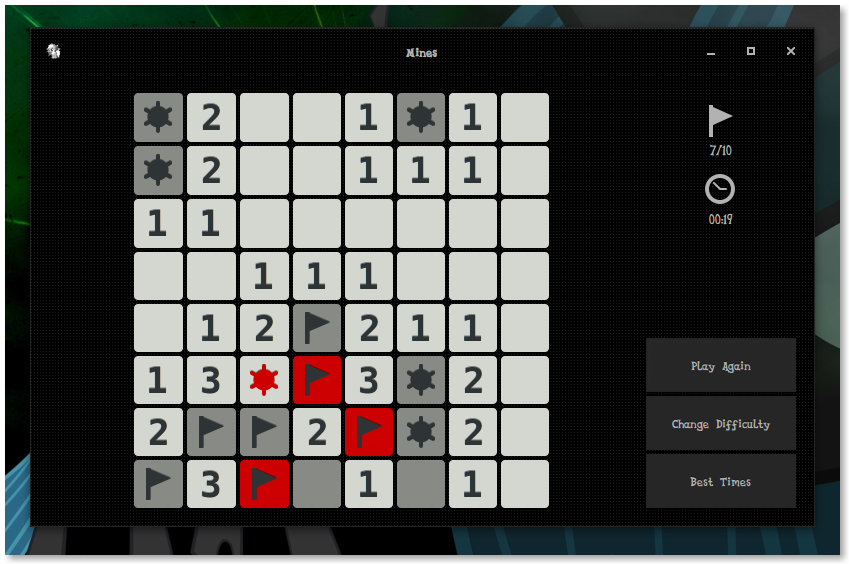
Mines
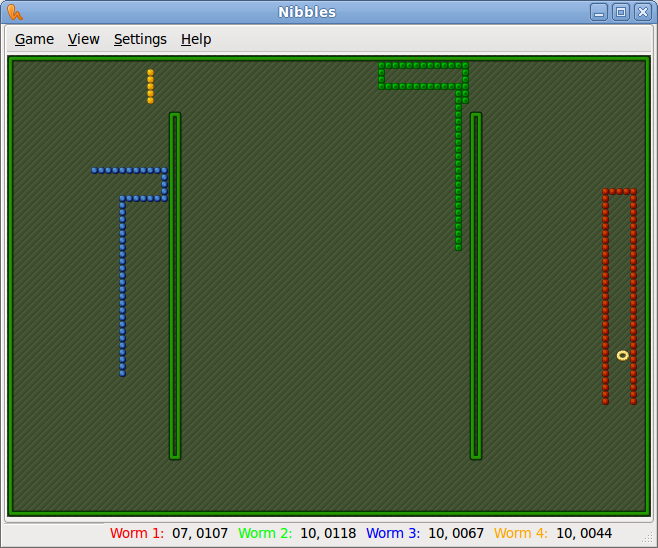
Nibbles
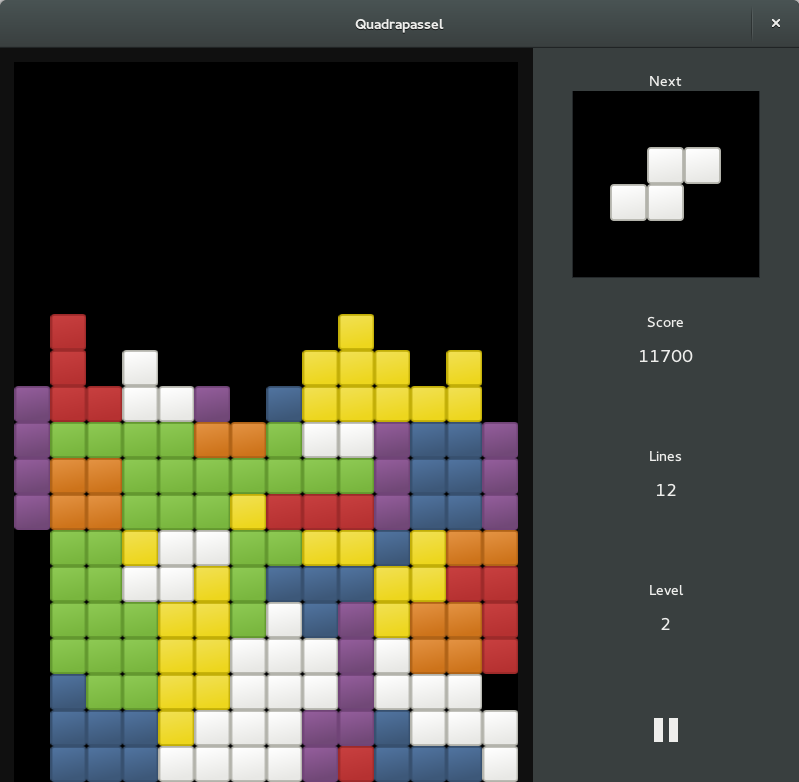
Quadrapassel
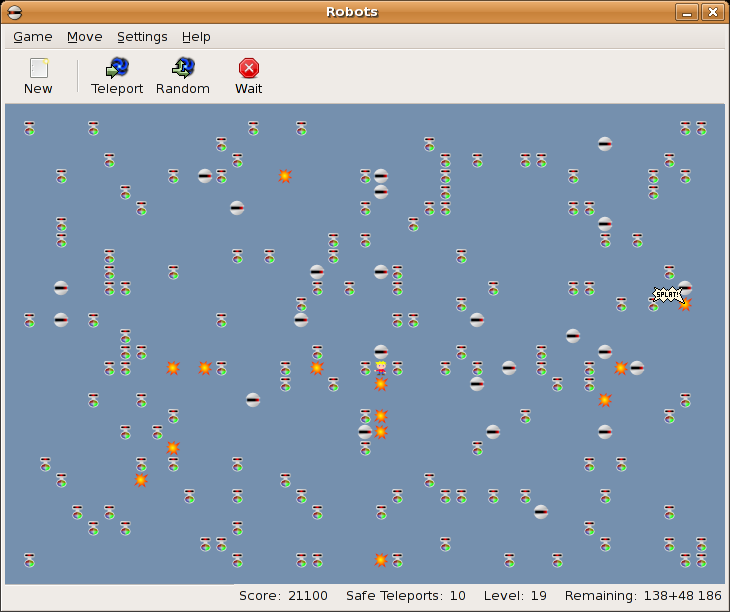
Robots
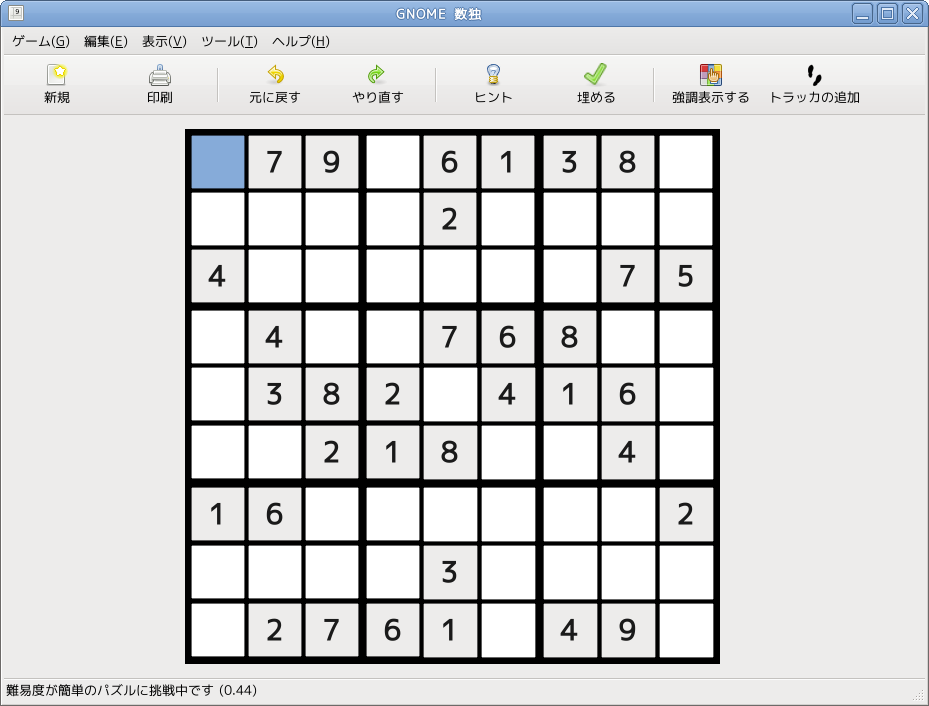
Sudoku
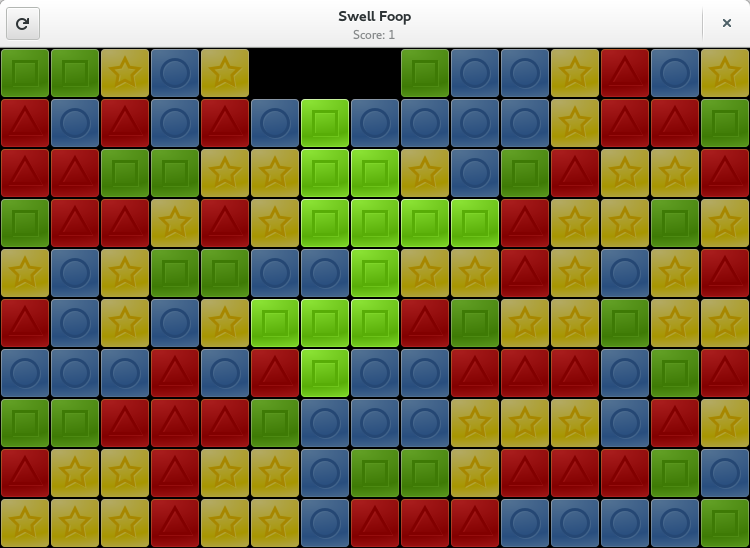
Swell Foop
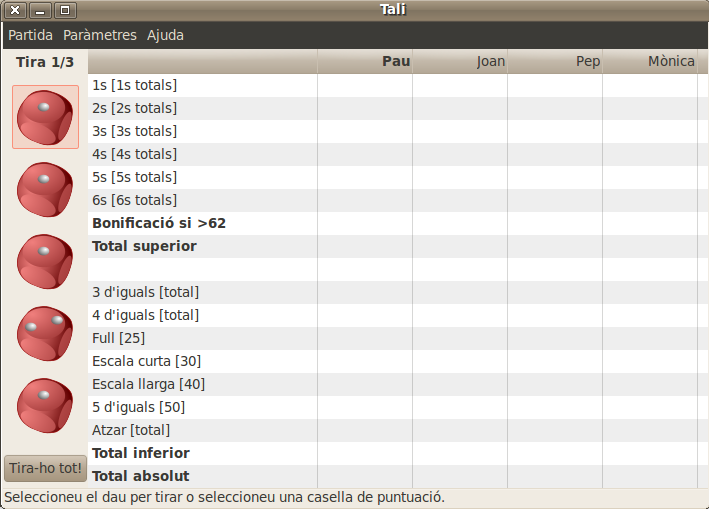
Tali
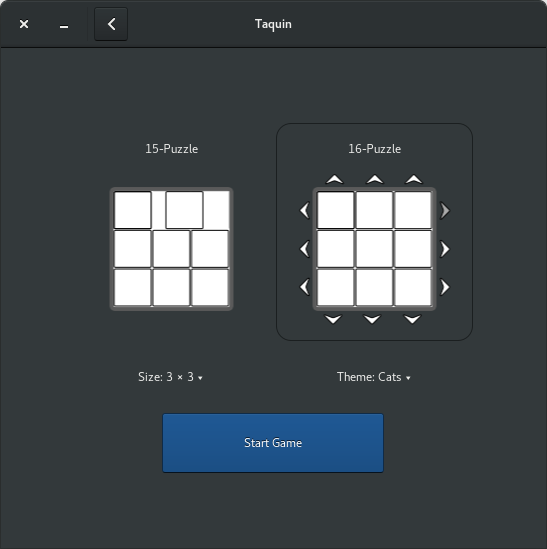
Taquin
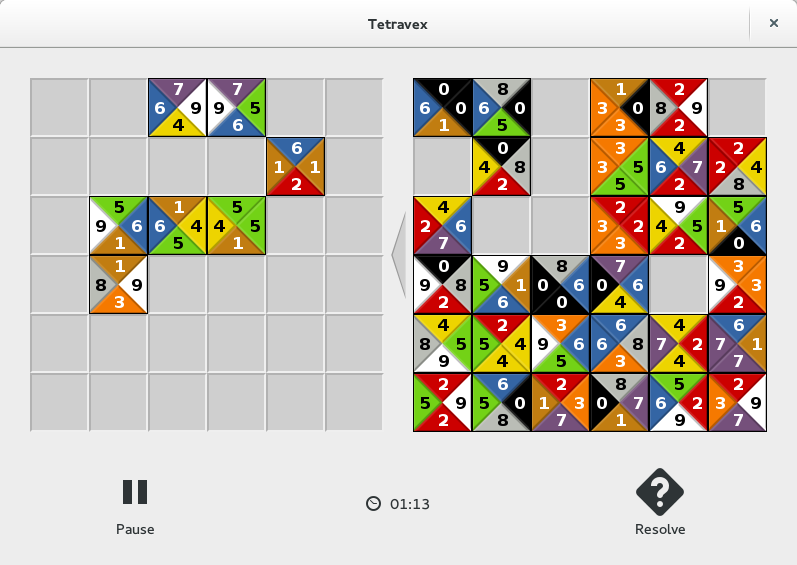
Tetravex
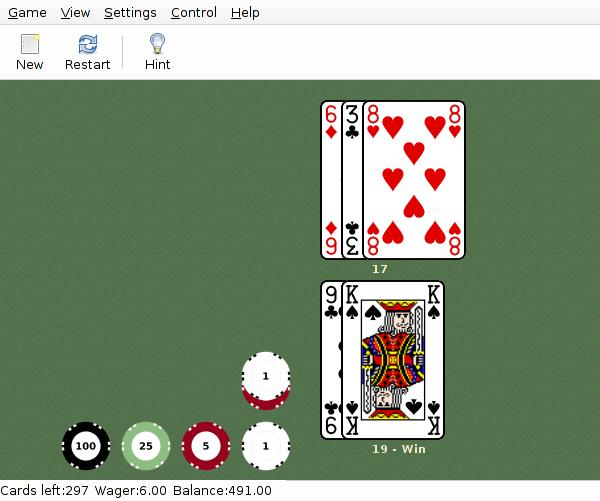
Blackjack
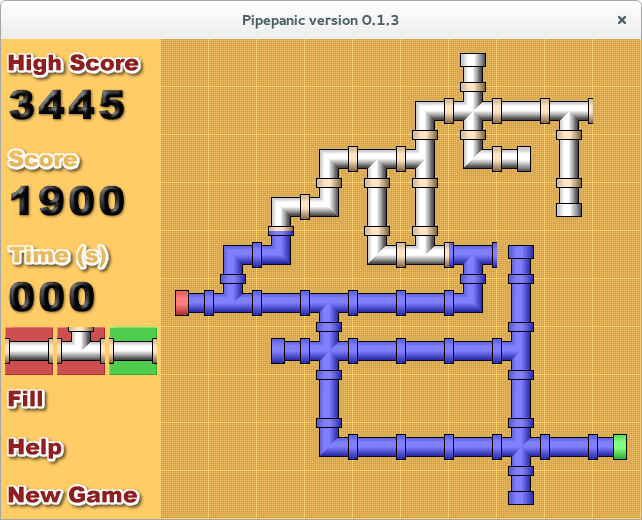
Pipepanic
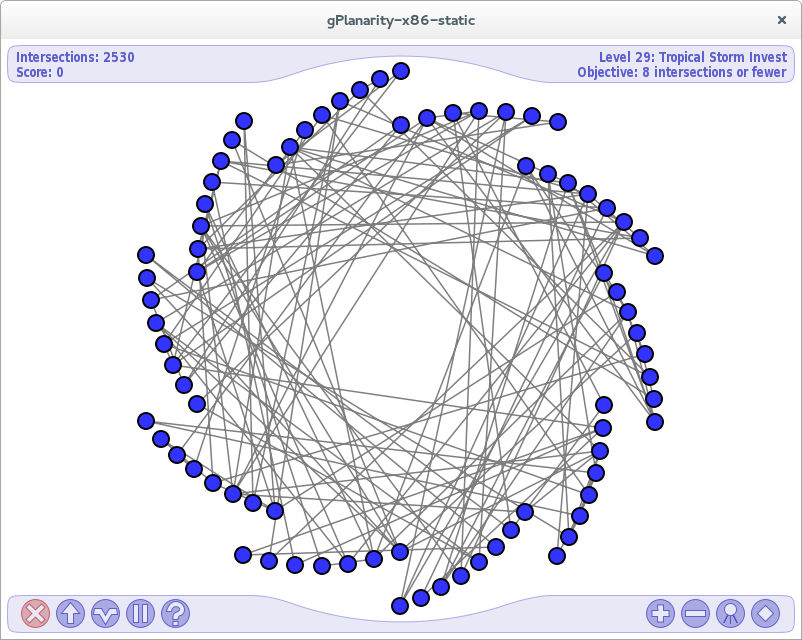
gPlanarity lvl 29
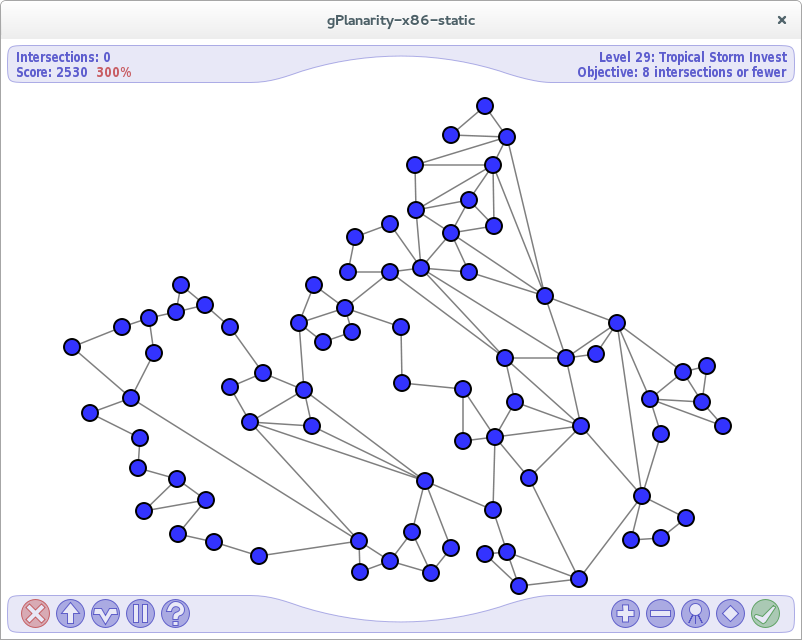
gPlanarity lvl 29 solved